# Рожева вулиця (Київ)
Роже́ва ву́лиця — вулиця в Подільському районі міста Києва, місцевість Біличе поле. Пролягає від Таврійської вулиці до Хотинської вулиці. 
Прилучаються Гомельська вулиця (двічі) та Мінський провулок.

## Історія
Вулиця виникла у середині XX століття під назвою 110-а Нова. Сучасна назва — з 1944 року.